# Таненбаум, Эндрю
Э́ндрю Стюарт Таненба́ум (англ. Andrew Stuart Tanenbaum; род. 16 марта 1944[…], Нью-Йорк, Нью-Йорк), иногда упоминаемый под псевдонимом AST или Papá Tanenbaum — голландский учёный-компьютерщик американского происхождения, почётный профессор компьютерных наук в Амстердамском свободном университете в Нидерландах.
Известен как автор MINIX (свободная Unix-подобная операционная система для учебных целей) и RFID-вируса. Автор книг по информатике, которые считаются стандартами в данной области. Сам он считает свою преподавательскую деятельность наиболее важной. Является главным разработчиком пакета «Amsterdam Compiler Kit».

## Биография
Родился в еврейской семье в Нью-Йорке, вырос в пригороде в Уайт-Плейнс, штат Нью-Йорк, где он учился в средней школе Уайт-Плейнс. Его дед по отцовской линии родился в Хоросткове в Австро-Венгерской империи.
В 1965 году получил степень бакалавра по физике в Массачусетском технологическом институте, в 1971 году — степень доктора философии по астрофизике в Калифорнийском университете Беркли.
Позже переехал в Нидерланды, чтобы жить со своей женой, сохранив при этом гражданство США.
Будучи студентом, приобрел опыт в программировании, что помогло ему пройти летнюю стажировку в Национальной радиоастрономической обсерватории в Западной Вирджинии. Получив докторскую степень по астрофизике, он решил, что его больше интересует программирование. Он стал доцентом в Амстердаме, отчасти благодаря своему опыту в программировании нового университетского компьютера. Преподавал курсы по организации компьютеров и операционным системам, руководил работой аспирантов в Свободном университете Амстердама.
В 2009 году получил грант в размере 2,5 миллиона евро от Европейского исследовательского совета на развитие MINIX.
9 июля 2014 объявил о своем выходе на пенсию.

## Преподавание

### Книги
Эндрю Таненбаум является автором учебников для высшей школы по некоторым областям информатики и вычислительной техники. Его книги считаются избранными как стандарт, в частности:
- Компьютерные сети, ISBN 5-318-00492-X (англ. Computer Networks, ISBN 0-13-066102-3)
- Операционные системы: разработка и реализация ISBN 5-469-00148-2 (англ. Operating System: Design and Implementation, ISBN 0-13-638677-6)
- Современные операционные системы, ISBN 978-5-498-07306-4 (англ. Modern Operating Systems, ISBN 0-13-031358-0)

Также является автором:
- Архитектура компьютера ISBN 5-469-01274-3 (англ. Structured Computer Organization, ISBN 0-13-148521-0)
- Распределённые системы. Принципы и парадигмы ISBN 5-272-00053-6 (англ. Distributed Systems: Principles and Paradigms, ISBN 0-13-088893-1)

Книга «Операционные системы: разработка и реализация» и MINIX вдохновили Линуса Торвальдса на создание ядра Linux. В своей автобиографии Just For Fun Торвальдс описывает её как «книга, которая подняла меня на новую высоту».

### Докторанты
У Таненбаума было несколько аспирантов, которые сами стали широко известны своими исследованиями в области компьютерных наук:
- Анри Баль[англ.], профессор Свободного университета в Амстердаме.
- Франс Каашук[англ.], профессор Массачусетского технологического института.
- Вернер Фогельс[англ.], технический директор Amazon.

## Проекты

### Amsterdam Compiler Kit
Amsterdam Compiler Kit (ACK) — набор инструментов для создания переносимых компиляторов. Разработан в Амстердамском свободном университете под руководством Эндрю Таненбаума (до версии 5.5) и Серилом Якобсом в 1980-х годах. ACK предназначался для упрощения разработки программного обеспечения, которое может быть скомпилировано и выполнено на различных аппаратных платформах.

### MINIX
В 1987 году Таненбаум создал операционную систему MINIX — бесплатную Unix-подобную систему для образовательных целей, которая впоследствии легла в основу Linux.
Совместно с другими членами Амстердамского свободного университета, Таненбаум является автором распределенной исследовательской операционной системы Amoeba, основанной на архитектуре микроядра. Таненбаум также является создателем Globe, программного обеспечения, которое обеспечивает инфраструктуру для глобально распределенной системы.

### Electoral-vote.com
В 2004 году Таненбаум создал веб-сайт electoral-vote.com, на котором анализировались опросы общественного мнения по выборам президента США 2004 года, чтобы предсказать, каким будет состав коллегии выборщиков. Большую часть кампании Таненбаум скрывал свою личность под псевдонимом «Votemaster», признавая, что у него есть личные предпочтения к кандидату Джону Керри. 1 ноября 2004 года, за день до выборов, Таненбаум раскрыл свою личность и причины, по которым он создал веб-сайт.
В 2006 году сайт electoral-vote.com снова использовался для анализа опросов общественного мнения на выборах в Конгресс США 2006 года.

## Спор Таненбаума — Торвальдса
Дискуссия, известная как «Спор Таненбаума — Торвальдса», состоялась в 1992 году в сети Usenet между Эндрю Таненбаумом и Линусом Торвальдсом относительно дизайна ядра Linux и архитектуры ядер операционных систем в целом.

## Семья
Женат на голландке.

## Награды и звания

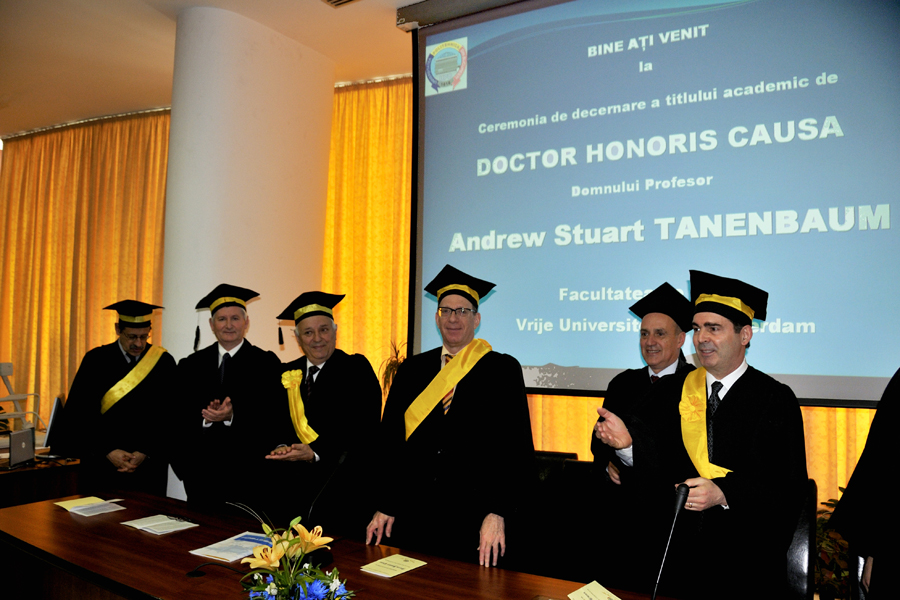
Почетная докторская степень Таненбауму в Бухаресте (4-й слева), 2008 год

### Звания
- С 2004 года — Член Королевской Нидерландской Академии Искусства и Наук[15].
- С 1998 года — Член Института инженеров по электротехнике и электронике (IEEE) за выдающийся вклад в исследования и образование в области компьютерных сетей и операционных систем[16].
- С 1996 года — Член Ассоциации вычислительной техники (ACM)[17].

### Награды
- 2023 год — премия ACM Software System Award[англ.][18].
- 2022 год — премия IEEE TCDP за выдающиеся технические достижения[19].
- 2015 год — премия ACM EUROSYS за достижения всей жизни[20].
- 2010 год — лауреат премии TAA McGuffey[англ.] за классические учебники по современным операционным системам, 3-е изд.[21]
- 2008 год — премия USENIX Flame Award за достижения всей жизни[22].
- 2008 год — премия NLUUG за достижения всей жизни[23].
- 2007 год — награждён медалью IEEE имени Джеймса Х. Маллигана-младшего за заслуги в области образования[24].
- 2003 год — лауреат премии TAA Texty Award[25].
- 1994 год — лауреат премии имени Карла В. Карлстрома за выдающиеся заслуги в области образования[26].
- 1997 год — лауреат премии ACM CSE за исключительный вклад в образование в области компьютерных наук[4].